# Турковка
Турковка (укр. Турківка) — село в Прилукском районе Черниговской области Украины. Население — 46 человек. Занимает площадь 1,163 км². Расположено на реке Ющенкова (Без названия).
Код КОАТУУ: 7424180904. Почтовый индекс: 17582. Телефонный код: +380 4637.

## География
Расстояние до районного центра:Прилуки : (10 км.), до областного центра:Чернигов (136 км.), до столицы:Киев (137 км.). Ближайшие населенные пункты: Тополя и Ивковці 4 км, Богдановка, Удайці и Линовица 5 км.

## Власть
Орган местного самоуправления — Богдановский сельский совет. Почтовый адрес: 17582, Черниговская обл., Прилукский р-н, с. Богдановка, ул. Михайловская, 13а.